# Volkskrankheit
Als Volkskrankheiten werden laut Duden Krankheiten „von dauernder starker Verbreitung und Auswirkung in der gesamten Bevölkerung“ bezeichnet. Es ist, ebenso wie „Zivilisationskrankheiten“ ein umgangssprachlicher und kein medizinischer Begriff.
Der Begriff Volkskrankheit wurde 1832 vom Medizinhistoriker Justus Friedrich Karl Hecker für mutmaßlich psychogene Epidemien des Mittelalters wie die Tanzwut verwendet.
1923 übersetzte der Würzburger Medizinhistoriker Georg Sticker den Hippokratischen Ausdruck Epidemien (έπιδημιών) als „Volkskrankheiten“.
Heute werden meistens solche Krankheiten als Volkskrankheit bezeichnet, die aufgrund ihrer hohen Verbreitung volkswirtschaftliche Auswirkungen haben (Behandlungskosten, Arbeitsunfähigkeit, Frühberentung) und sozial ins Gewicht fallen, aber typischerweise nicht die (besonders häufigen und wirtschaftlich teuren) Infektionskrankheiten. Typische Volkskrankheiten in den Industrienationen sind Bluthochdruck und andere Herz-Kreislauf- und Nieren-Erkrankungen, Übergewicht, Arthrose und Diabetes Typ 2 (als Folge von Überernährung) sowie Rheuma und Krebserkrankungen (als Folge der längeren Lebenserwartung).